# BK Odessa
BK Odessa (ukr. Баскетбольний клуб «Одеса», Basketbolnyj Kłub „Odesa”) – ukraiński klub koszykarski, mający siedzibę w mieście Odessa.

## Historia
Chronologia nazw:
- 1992: BIPA-Moda Odessa (ukr. «БІПА-Мода» Одеса)
- 1996: BIPA-Moda-SKA Odessa (ukr. «БІПА-Мода-СКА» Одеса)
- 1999: MBK Odessa (ukr. МБК «Одеса»)
- 2006: BK Odessa (ukr. БК «Одеса»)
- 2016: klub rozwiązano
- 2017: BK Dynamo Odessa (ukr. БК «Динамо» Одеса)
- 2018: BK Odessa (ukr. БК «Одеса»)

Klub koszykarski BIPA-Moda Odessa został założony w Odessie 19 czerwca 1992 roku i reprezentował wspólne niemiecko-ukraińską firmę BIPA-Moda. W 1992 zespół rozpoczął występy w turnieju kwalifikacyjnym za prawo do gry w pierwszej lidze. W sezonie 1992/93 startował w Pierwszej Lidze Ukrainy, wygrywając ligę i zdobywając awans do Wyższej Ligi Ukrainy. W debiutanckim sezonie 1993/94 zajął trzecie miejsce. W 1996 klub zmienił nazwę na BIPA-Moda-SKA Odessa i potem debiutował w nowo utworzonej Superlidze, w której zajął drugie miejsce. W 1998 został mistrzem Ukrainy, w 1999 powtórzył ten sukces. Potem jako MBK Odessa był drugim w 2000. W kolejnych dwóch sezonach 2000/01 i 2001/02 znów zdobył mistrzostwo. W 2003 był drugim, a w 2004 otrzymał brązowe medale mistrzostw. Potem nastąpił okres gorszych wyników. W 2006 klub przyjął nazwę BK Odessa. W sezonie 2008/09 po raz pierwszy w historii europejskiej koszykówki nastąpił podział krajowego związku koszykówki. Formalnie powodem podziału był brak akceptacji przez FBU pewnych ograniczeń. W szczególności limit wynagrodzeń, który istnieje w Stanach Zjednoczonych i limit dla zagranicznych graczy. Niektóre kluby, które nie zrezygnowały z tego stanowiska, zjednoczyły się w nowej lidze – Ukraińskiej Lidze Koszykówki (UBL), reszta pozostała w Superlidze. Odeski klub startował w UBL, zajmując 4.miejsce. W 2009, po połączeniu dwóch lig, a mianowicie UBL i Superligi, klub uplasował się na 8.pozycji w Superlidze. W sezonie 2015/16 ponownie mistrzostwa Ukrainy rozgrywane w dwóch osobnych ligach, podporządkowanej FBU SL Favorit Sport oraz w UBL. BK Odesa startował w UBL, w której zajął ostatnie 8.miejsce. W równoległej lidze SL Favorit Sport występował inny odeski klub BIPA-Odesa. Po zakończeniu sezonu 2015/16 klub został rozwiązany, a w Superlidze grał BIPA-Odesa.
W 2017 klub został reaktywowany jako Dynamo Odessa i w sezonie 2017/18 startował w Wyższej Lidze Ukrainy, wygrywając ligę. W grudniu 2017 do klubu dołączył BIPA-Odesa. 1 września 2018 klub wrócił do nazwy BK Odessa.

## Sukcesy
- mistrz Ukrainy: 1998, 1999, 2001, 2002
- wicemistrz Ukrainy: 1997, 2000, 2003
- brązowy medalista Mistrzostw Ukrainy: 1994, 2004
- zdobywca Pucharu Ukrainy: 1993, 2001
- finalista Pucharu UBL: 2009
- zwycięzca Konferencji Północ FIBA EuroCup: 2001

## Koszykarze i trenerzy klubu

### Trenerzy
- 1992–1996:  Witalij Łebedyncew
- 1994:  Wołodymyr Rodowynski
- 1994–1995:  Waliancin Waronin (p.o.)
- 1995:  Stefan Koch
- 1995–1996:  Ołeh Hojchman
- 1996–1998:  Jurij Sielichow
- 1998–2001:  Witalij Łebedyncew
- 2001–2003:  Waliancin Waronin
- 2003–2006:  Wadym Pudzyrej
- 2006–2007:  Wołodymyr Briuchowecki
- 2007–2008:  Jurij Sielichow
- 2008:  Andrij Druhaczonok (p.o.)
- 2008:  Wadym Pudzyrej (p.o.)
- 2008–2010:  Witalij Łebedyncew
- 2010–2015:  Ołeh Juszkin
- od 2017:  Ołeh Juszkin

## Struktura klubu

### Hala
Klub koszykarski rozgrywa swoje mecze domowe w hali Uniwersalnego Kompleksu Sportowego Odessa w Odessie, który może pomieścić 1100 widzów.